# إسطركن ثنائي التفرع
إسطركن ثنائي التفرع (الاسم العلمي:Strychnos bifurcata) هو نوع من النباتات يتبع جنس الإسطركن من الفصيلة اللوغانية.